# Anna and the King of Siam (1946)
Anna and the King of Siam (bra Anna e o Rei do Sião, ou Ana e o Rei do Sião) é um filme estadunidense de 1946, do gênero drama, dirigido por John Cromwell, com roteiro foi baseado no livro Anna and the King of Siam, de Margaret Landon.

## Sinopse
Uma governanta inglesa do século XIX viaja para a Tailândia (então chamada Sião) com a função de educar os filhos do rei local.

## Elenco
- Irene Dunne .... Anna Owens
- Rex Harrison .... Rei Mongkut
- Linda Darnell .... Tuptim
- Lee J. Cobb .... Kralahome
- Gale Sondergaard .... Lady Thiang
- Mikhail Rasumny .... Alak
- Dennis Hoey .... Sir Edward
- Tito Renaldo .... príncipe
- Richard Lyon .... Louis Owens
- Marjorie Eaton .... Miss MacFarlane (sem créditos)

## Principais prêmios e indicações
Oscar 1947 (EUA)
- Venceu nas categorias de melhor direção de arte - preto e branco e melhor fotografia - preto e branco.
- Indicado nas categorias de melhor atriz coadjuvante (Gale Sondergaard), melhor roteiro e melhor trilha sonora - comédia/drama.